# Lofall
Lofall az Amerikai Egyesült Államok északnyugati részén, Washington állam Kitsap megyéjében elhelyezkedő statisztikai település. A 2010. évi népszámlálási adatok alapján 2289 lakosa van.
Lofall postahivatala 1912 és 1934 között működött. A település névadója H. Lofall, a terület egykori tulajdonosa.

## Fordítás
Ez a szócikk részben vagy egészben  a   Lofall, Washington című angol Wikipédia-szócikk ezen változatának fordításán alapul.  Az eredeti cikk szerkesztőit annak laptörténete sorolja fel. Ez a jelzés csupán a megfogalmazás eredetét és a szerzői jogokat jelzi, nem szolgál a cikkben szereplő információk forrásmegjelöléseként.